# Șandra, Timiș
Șandra (în germană Alexanderhausen, Schandern, în dialectul șvăbesc Schanderhaas, în maghiară Sándorháza) este satul de reședință al comunei cu același nume din județul Timiș, Banat, România.
Comuna ȘANDRA este așezată în plină câmpie a Banatului, în partea vestică a județului Timiș, la o distanță de 34 km de Timișoara pe DN 6, la 32 km de granița cu Serbia și 36 km de granița cu Ungaria și are în componență satul UIHEI.
Satul Șandra a luat ființă în anul 1833 sub denumirea de Alexandria sau Sàndorhàsza, după numele episcopului de Zagreb care era proprietarul terenurilor din această zonă. Episcopul a semnat la 1 ianuarie un contract prin care permitea celor 140 de familii de coloniști germani provenite din localitățile învecinate să se așeze pe teritoriul lui și să înființeze localitatea care avea să-i poarte numele. Imediat după, au început lucrările la construcția așezământului, după canoanele așezărilor germane cu străzi drepte și perpendiculare. Din totalul de 146 de loturi de casă delimitate, erau 101 case de agricultori, 38 de case mici fără teren, parohia și 2 case ale parohiei, 1 birt și 2 mori. Cele 140 de familii reprezentau în total circa 700 de coloniști și veneau din Biled, Bulgăruș, Carani, Cenad, Comloșu Mic, Gottlob, Grabaț, Iecea Mare, Iecea Mică, Lenauheim, Lovrin, Nakovo (Serbia), Nerău, Nițchidorf, Sânandrei, Sânnicolau Mare, Tomnatic, Variaș și Vizejdia.[1] Trei ani mai târziu, în 1836 a fost construită biserica. În 1842 existau deja 1.231 de germani, 16 sârbi și români.
Comuna Șandra a fost înființată prin Legea nr.84/2004, desprinzându-se de comuna Biled, și având în administrare și satul Uihei.
Satul Uihei când a fost înființat, i-a fost dat numele german de Neusiedel (în traducere noua așezare). Procesul de maghiarizare forțată care a urmat anexării Banatului la coroana maghiară a determinat schimbarea numelui în maghiarul Ujhely, de unde se trage și denumirea românească. Idem, după anexarea Banatului la România, în 1918, a urmat și un proces de românizare. Numele satului a fost românizat din maghiarul Ujhely în românescul Uiheiu.
Uiheiul este unul dintre satele de coloniști cele mai noi din Banat. El a fost înființat la 1844, la mai bine de o sută de ani de la începutul colonizărilor, de locuitori ai altor sate din împrejurimi și din Banat. Încă de la început, planurile de construcție ale satului au fost foarte specifice, loturile de case erau divizate în mod egal, casele trebuiau să fie ordonat aranjate și să se supună unor reguli stricte, cu tipicele fațade ale caselor șvăbești spre stradă. Suprafețele de pământ erau destul de limitate și erau date în arendă în condiții destul de stricte. Aceste condiții au fost eliminate o dată cu revoluția de la 1848, fapt care a permis dezvoltarea așezământului.
A urmat o perioadă de prosperitate care s-a menținut relativ constantă, independent de schimbările politice din Banat. Aceasta a fost abrut întreruptă de al doilea război mondial. Au urmat deportări în Rusia, apoi deportările în Bărăgan și în final colectivizarea. Aceasta a dat o lovitură gravă localnicilor, majoritari germani, care se ocupau cu succes de agricultură. Atât casele cât și pământurile lor au trecut în proprietatea statului însă la scurt timp proprietatea caselor a fost din nou recunoscută proprietarilor de drept. A urmat o perioadă de relativă creștere, satul a fost conectat la rețeaua electrică, drumurile au fost reparate, infrastructura în general îmbunătățită. În deceniul al 8-lea, situația a început din nou să se deterioreze, culminând cu Revoluția din 1989. Imediat după revoluție, s-a înregistrat o masivă emigrare a etnicilor germani în Germania. Patru ani mai târziu, în 1994, la împlinirea a 150 de ani de la fondare, în Uihei mai locuia un singur etnic german originar din Uihei. Populația germană a fost treptat înlocuită de cea română, însă evoluția populației s-a menținut constant în scădere.
Șvabii bănățeni (germană Banater Schwaben, în română simplu șvabi) sunt o etnie germană din grupul Șvabilor dunăreni care au emigrat în Banat cu peste 200 de ani în urmă, venind din diferite regiuni din sudul Germaniei. Deși a format pentru lungă vreme o minoritate puternică și importantă, datorită transformărilor politice din ultimul secol cea mai mare parte a șvabilor bănățeni s-a întors în Germania.
Un scurt istoric al celor două localități care punctează cronologic următoarele momente:
- 1801 - teritoriul Șandrei de azi era menționat în documentele austriece ca sat părăsit, prediu, aflat în stăpânirea Episcopiei romano-catolice din Zagreb;
- 1833 - începe colonizarea prediului, care primește la început denumirea de Alexandria, după numele episcopului romano-catolice din Zagreb, Alexander de Alagovics, cel care avea acolo o proprietate de aproape 7000 de iugăre;
- 1839 - conform istoricului Fenyes Elek, așezarea se numea Sandorhaza ;
- 1839 - sunt colonizați germani, maghiari, slovaci, toți catolici, aduși din Variaș, Sânandrei, Gottlob, Bulgăruș, Lenauheim, Biled, Iecea Mare;
- 1839 - este construită prima școală;
- 1839 - satul e numit de oficialii maghiari Sándorháza;
- 1843 - trăiau în satul Șandra 1231 de germani, 16 sârbi și români;
- 1843 - a luat ființă satul Uihei prin colonizarea a 140 de familii germane provenite din localități învecinate Șandrei;
- 1929 - se înființează brigada voluntară de pompieri;
- 1945 - sunt deportați 174 de etnici germani din Șandra în Uniunea Sovietică, iar 48 de persoane sunt deportate în Bărăgan;
- 2002 - comuna Șandra avea un număr de 2808 locuitori;

- 2004 - comuna Șandra a fost reînființată prin desprinderea de comuna Biled.